# 12079 Kaibab
12079 Kaibab este un asteroid din centura principală de asteroizi.

## Descriere
12079 Kaibab este un asteroid din centura principală de asteroizi. A fost descoperit pe 22 martie 1998 la Stația Anderson Mesa în cadrul programului LONEOS. Asteroidul prezintă o orbită caracterizată de o semiaxă mare de 2,41 ua, o excentricitate de 0,17 și o înclinație de 1,4° în raport cu ecliptica.